# Peter Hill-Wood
Peter Denis Hill-Wood (n. 25 februarie 1936, Metropolitan Borough of Kensington⁠(d), Anglia, Regatul Unit – d. 28 decembrie 2018, Londra, Anglia, Regatul Unit) a fost un om de afaceri englez, patronul clubului de fotbal, Arsenal F.C..

## Biografie
Hill-Wood s-a născut în Londra. Tatăl său, trei unchi și bunicul său au jucat cricket la cel mai înalt nivel pentru clubul Derbyshire CCC. A mers la Colegiul Eton, unde a fost coleg cu fostul președinte al clubului Arsenal, Sir Roger Gibbs. S-a înrolat în Coldstream Guards (un regiment al armatei engleze) iar apoi a intrat în industria bancară, devenind vice-președintele Hambros Bank. S-a căsătorit în anul 1971 și are trei copii: Julian, Charles și Sarah.